# Nephroma
Famille
Genre
Nephroma est un genre de champignons ascomycètes. La famille des Nephromataceae à laquelle il appartient est monotypique, ne comportant que ce genre unique. Il s'agit de cyanolichens, c'est-à-dire de champignons lichénisés toujours associés à des cyanobactéries, même si le symbionte primaire de certaines espèces peut parfois être une algue verte. Le thalle est foliacé, souvent de grande taille. La famille compte environ 35 espèces, largement représentées dans les régions tempérées.